# Fredede bygninger i Albertslund Kommune
Der er ingen fredede bygninger i Albertslund Kommune (ud over kirker).